# Konstantin Tolokonnikov
Konstantin Tolokonnikov (né le 26 février 1996 à Rostov-sur-le-Don) est un athlète russe, spécialiste du 800 m.
Il remporte la médaille d'argent lors des Championnats du monde jeunesse en 2013 et lors des Championnats d'Europe juniors 2015. Lors de des derniers championnats il remporte également la médaille d'or du relais 4 x 400 m.
Le 4 août 2015, il porte son record à 1 min 45 s 76 à Tcheboksary.